# Minimumsloven
Minimumsloven udtrykker den lovmæssighed, at planters vækst bliver hæmmet af den ressource, der er vanskeligst tilgængelig på voksestedet. Omvendt gælder det også, at tilførsel af en vækstfaktor, som allerede findes i tilstrækkelig mængde, ikke vil fremkalde øget vækst.
Teorierne til minimumsloven blev udtænkt af tyskeren Carl Philipp Sprengel i 1828, men formuleret og gjort folkeligt kendt af Justus von Liebig i 1855 ved navnet Liebigs kar. Her får det korteste bræt i karret vandet til at løbe over, svarende til at udbyttet ikke kan blive større på grund af en begrænsende faktor. For at få mere udbytte må man forlænge brættet.
Minimumsloven en vigtig grundpille i forståelsen af planters gødningsbehov og i den praktiske anvendelse af gødning. Høstudbyttet kan ikke stige ud over den mængde, der bestemmes af den vækstfaktor, som er mest i underskud. En afbalanceret gødningsanvendelse betyder, at man først og fremmest afhjælper de mest udbyttebegrænsende næringsstofmangler. Mindre velovervejet kan man i stedet vælge at tilføre en blandingsgødning ("NPK"), som dækker alle behov.